# O Observador Econômico e Financeiro
O Observador Econômico e Financeiro é o título de uma revista extinta brasileira, de periodicidade mensal, sediada no Rio de Janeiro e fundada em fevereiro de 1936 por Valentim Bouças, tendo por redator-chefe Olympio Guilherme.
Escrita por técnicos (economistas, engenheiros e militares) que se associaram no projeto editorial, foi publicada até dezembro de 1962.

## Histórico
O periódico foi fundado pelo economista autodidata Valentim F. Bouças (representante no país da IBM e ele próprio dono Companhia Serviços Hollerith, que prestava serviços ao governo) no contexto do Estado Novo, recebeu o apoio de Lourival Fontes, diretor do órgão de censura à imprensa, o Departamento de Imprensa e Propaganda (DIP); desde a Revolução de 1930 que Bouças se tornara próximo de Oswaldo Aranha, então ministro da Justiça, e do próprio caudilho, Getúlio Vargas, em cujo governo exerceu a chefia da recentemente criada Comissão de Estudos Financeiros e Econômicos dos Estados e Municípios, e foi coordenador da dívida externa do país, a quem representava em missões externas: de 1934 a 1945 foi importante membro da equipe de Artur de Sousa Costa, ministro da Fazenda.

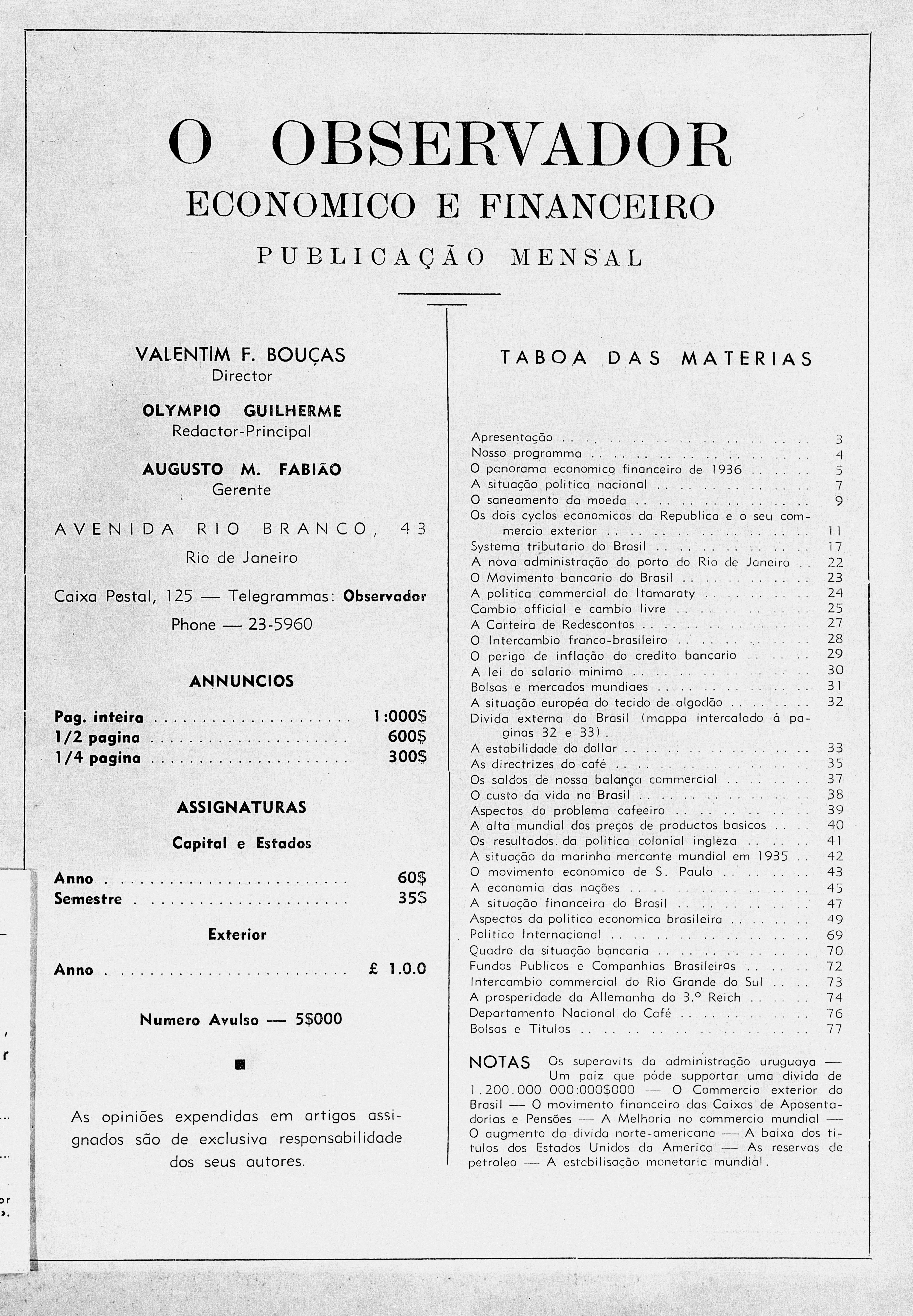
Primeira página do nº 1, de fevereiro de 1936, com os créditos.

Ao longo do Estado Novo novas estruturas da administração foram criadas, num contexto desenvolvimentista, bem como agências reguladoras da atividade econômica; isto gerava entre os técnicos envolvidos um intenso debate que veio a culminar na fundação de revistas como Revista Bancária Brasileira e O Economista (consideradas pioneiras na área) e, finalmente, n'O Observador.
Com a mudança de Bouças para os Estados Unidos, a publicação foi assumida por Olympio Guilherme; foi neste período que teve início a carreira jornalística de Carlos Lacerda.

## Análise
Em obra de 1995 o pesquisador Ricardo Alberto Bielschowsky considerou que os artigos veiculados nestas revistas de economia surgidos no contexto da ditadura de Vargas espelhavam a grande mudança que a economia do Brasil experimentava com a industrialização, e frisavam a essencialidade de ser vencida a pobreza que existia.
O periódico é considerado conservador e nacionalista, e traduzia o pensamento econômico que marcou o final da ditadura Vargas e o processo de constitucionalização, a partir de 1946.